# Municipio de San Juan de los Yeras
Municipio de San Juan de los Yeras är en kommun i Kuba.   Den ligger i provinsen Provincia de Villa Clara, i den centrala delen av landet, 250 km öster om huvudstaden Havanna.